# اسپرینگ گرین، ویسکانسین
اسپرینگ گرین (به انگلیسی: Spring Green) یک منطقهٔ مسکونی در ایالات متحده آمریکا است که در شهرستان ساوک، ویسکانسین واقع شده‌است. اسپرینگ گرین ۴٫۶۶ کیلومتر مربع مساحت و ۱٬۶۲۸ نفر جمعیت دارد و ۲۲۱ متر بالاتر از سطح دریا واقع شده‌است.